# Sissamba (Lâ-Todin)
Pour les articles homonymes, voir Sissamba.
Sissamba est une localité située dans le département de Lâ-Todin de la province du Passoré dans la région Nord au Burkina Faso. Le village est connu internationalement pour son festival de conte, le Festival nuits du conte « Wa tid Solem ».

## Géographie
Sissamba se trouve à 2,5 km au nord-est du centre de Lâ-Todin, le chef-lieu du département, et à 25 km à l'ouest de Yako, le chef-lieu de la province. La commune est traversée par la route régionale 21 reliant Yako à Yaba.

## Santé et éducation
Le centre de soins le plus proche de Sissamba est le centre de santé et de promotion sociale (CSPS) de Lâ-Todin tandis que le centre médical avec antenne chirurgicale (CMA) de la province se trouve à Yako.

## Culture et patrimoine
Le village accueille chaque année au mois de mars depuis 2005 le Festival nuits du conte « Wa tid Solem », signifiant « Viens, on va conter » en mooré, qui a un rayonnement régional et une notoriété nationale voire internationale,.
Par ailleurs, il existe à Sissamba une tradition des couleuvres sacrées.